# مایکل اس هارت
 مایکل اس هارت (انگلیسی: Michael S. Hart؛ زاده ۸ مارس ۱۹۴۷ درگذشته ۶ سپتامبر ۲۰۱۱) یک نویسنده اهل ایالات متحده آمریکا بود. او بنیانگذار پروژهٔ گوتنبرگ می‌باشد.